# Agustín de Ugarte y Sarabia
Agustín de Ugarte y Sarabia († 6. Dezember 1650 in Quito, Ecuador) war ein römisch-katholischer Bischof in Ecuador, Guatemala, Mexiko und Peru.
Am 3. Dezember 1629 wurde er zum Bischof des Bistums Chiapas (Ciudad Real de Chiapas) (Mexiko) ernannt, um genau ein Jahr später, am 2. Dezember 1630, Bischof des Bistums Guatemala zu werden. Dort wirkte er für die katholische Kirche elf Jahre, bis er 1641 Bischof des Bistums Arequipa (Peru) wurde. Sieben Jahre später 1648 wechselte er zum Bistum Quito (Ecuador), wo er auch am 6. Dezember 1650 starb.